# Đông Thạnh, Bình Minh
Đông Thạnh là một xã thuộc thị xã Bình Minh, tỉnh Vĩnh Long, Việt Nam.

## Địa lý
Xã Đông Thạnh có diện tích 14,02 km², dân số năm 2012 là 5.992 người, mật độ dân số đạt 427 người/km².

## Hành chính
Xã Đông Thạnh được chia thành 6 ấp: Đông Thạnh A, Đông Thạnh B, Đông Thạnh C, Thạnh An, Thạnh Hòa, Thạnh Lý.